# Miasto Korčula
Miasto Korčula (chorw. Grad Korčula) – jednostka administracyjna w Chorwacji, w żupanii dubrownicko-neretwiańskiej. W 2011 roku liczyła 5663 mieszkańców.

## Miejscowości
W skład jednostki wchodzą następujące miejscowości:
- Čara
- Korčula
- Pupnat
- Račišće
- Žrnovo